# Новиков, Константин Никитич
Константи́н Ники́тич Но́виков (26 декабря 1916, Приближная — 9 февраля 1991, Качканар, Свердловская область) — российский и советский учёный-педагог, в 1968—1977 годах директор школы № 4 в Качканаре. С 1995 года школа носит его имя.

## Биография
Родился 26 декабря 1916 года в станице Приближной в крестьянской семье. Семья Новиковых была раскулачена (отец семейства в летний период использовал наёмный труд) и выслана на север Свердловской области в Ивдельский район.
В 1930 году в возрасте 14 лет начал работать статистом-счетоводом Ивдельского леспромхоза, в 1932 году перешёл на работу бригадиром на золото-платиновом прииске «Октябрь» в том же Ивдельском районе. В 1934 году начал педагогическую деятельность в качестве учителя начальных классов и детского дома в посёлках Талая и Лангур. После перевода Ивдельского детского дома в Верхотурский район Новиков переехал туда же, начал работать учителем начальных классов, 15 сентября 1936 года начал преподавать географию. 2 августа 1938 года был назначен завучем Прокоп-Салдинской школы, 25 июня 1939 года — директором неполной средней школы в Верхотурье, с 25 августа 1941 года возглавил Верхотурскую среднюю школу № 1.
Сражался на фронтах Великой Отечественной войны. Участвовал в боях за Старую Руссу и Демьянск, бился на Орловско-Курской дуге, освобождал Киев, принимал участие в ликвидации группировок врага в Корсунь-Шевченковской и Ясско-Кишинёвской операциях. Прошёл в Войну по странам Восточной и Центральной Европы: Румынии, Венгрии, Чехословакии, Австрии. Близ австрийского города Грац встретил окончание войны. Дважды был ранен, один раз контужен. Новиков К. Н. — кавалер двух орденов Красной Звезды (07.12.1944, 12.06.1945), ордена Отечественной войны II степени (01.08.1986), награждён медалями «За боевые заслуги» (12.08.1943, 08.06.1944), «За взятие Будапешта», «За победу над Германией в Великой Отечественной войне 1941—1945 гг.».
После войны вернулся в Верхотурье, где более двадцати лет возглавлял среднюю школу. В 1968 году семья Новиковых переехала в Качканар, в котором недавно открылась вновь построенная школа № 4. В 1968 году директором школы становится К. Н. Новиков. За успехи в управлении образовательным процессом Новикову К. Н. присвоено звание Заслуженный учитель РСФСР. Руководил школой до выхода на пенсию в 1977 году, после этого трудился в городском совете ветеранов, возглавляя его с 1987 по 1991 годы.
В 1995 году школе присвоено имя К. Н. Новикова. 26 декабря 2016 года на стене здания школы в честь 100-летия со дня рождения К. Н. Новикова установлена мемориальная доска.

## Педагогическая деятельность
Является разработчиком педагогической идеологии, в основу которой вкладывал гуманность и демократизм в отношениях субъектов педагогического процесса. Ключевым моментом его методики была мысль о самоценности каждого ученика. Константин Никитич требовал систематической работы с родителями, подчёркивая, что в педагогическом «треугольнике» единственный профессионал учитель — на него и нужно ориентироваться.

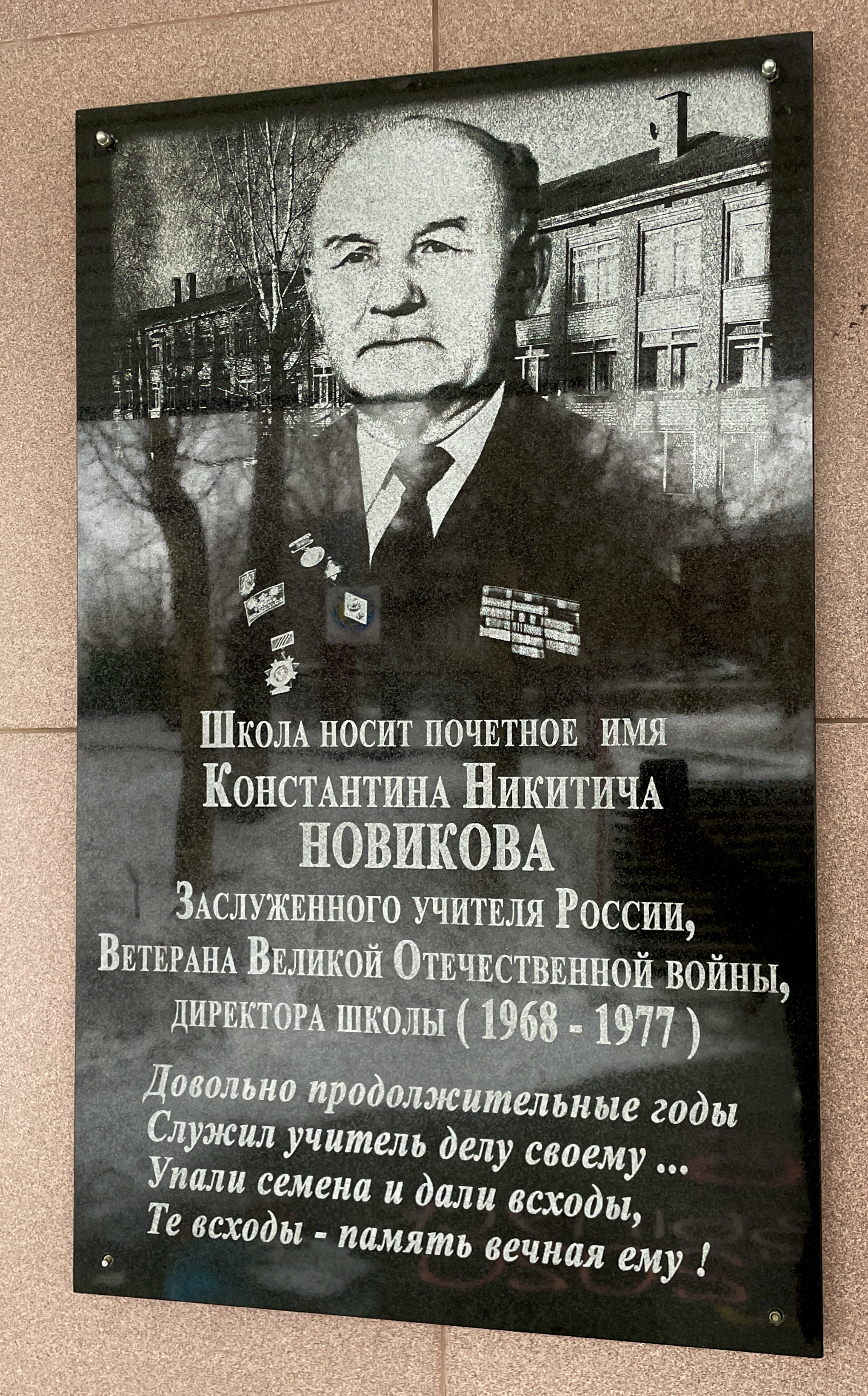
Мемориальная доска на входе в школу
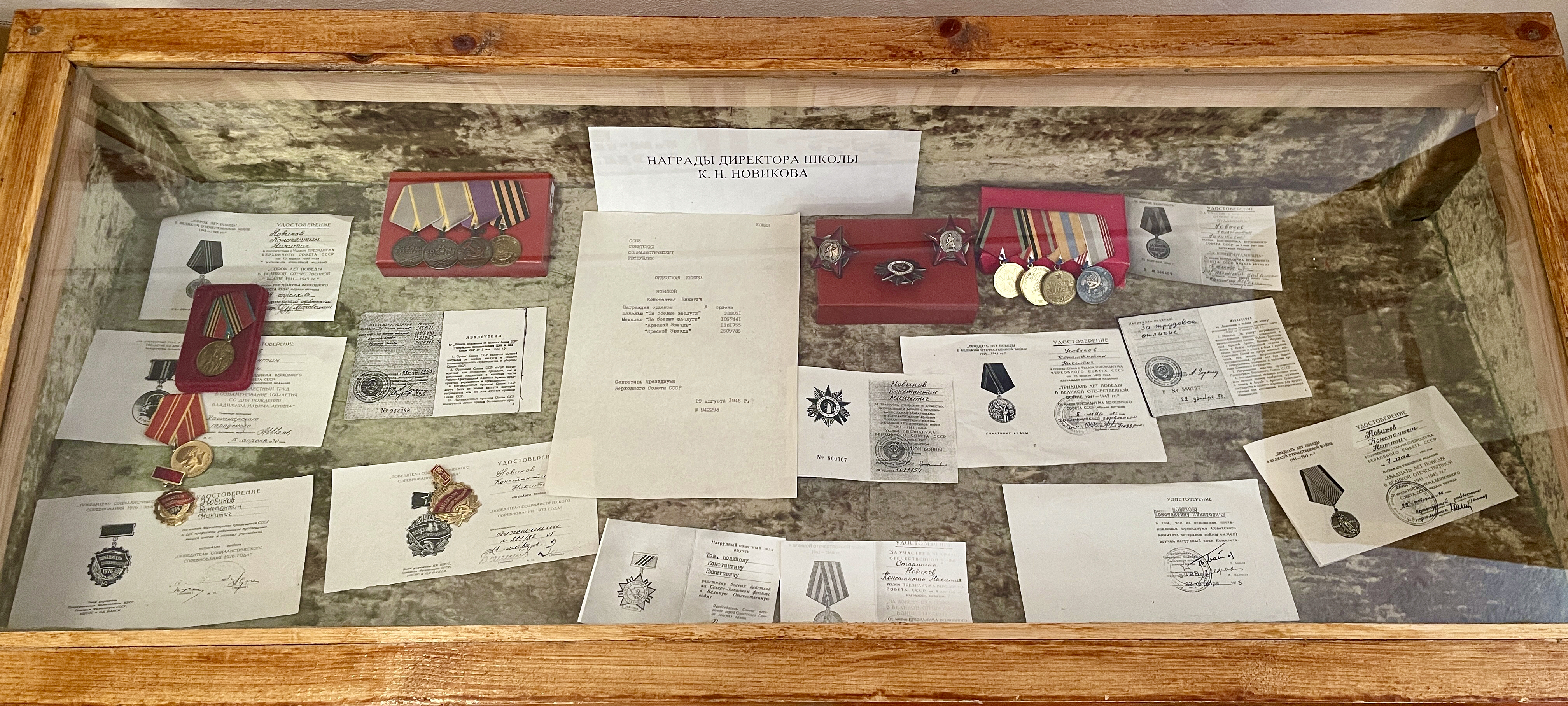
Награды К. Н. Новикова в музее школы
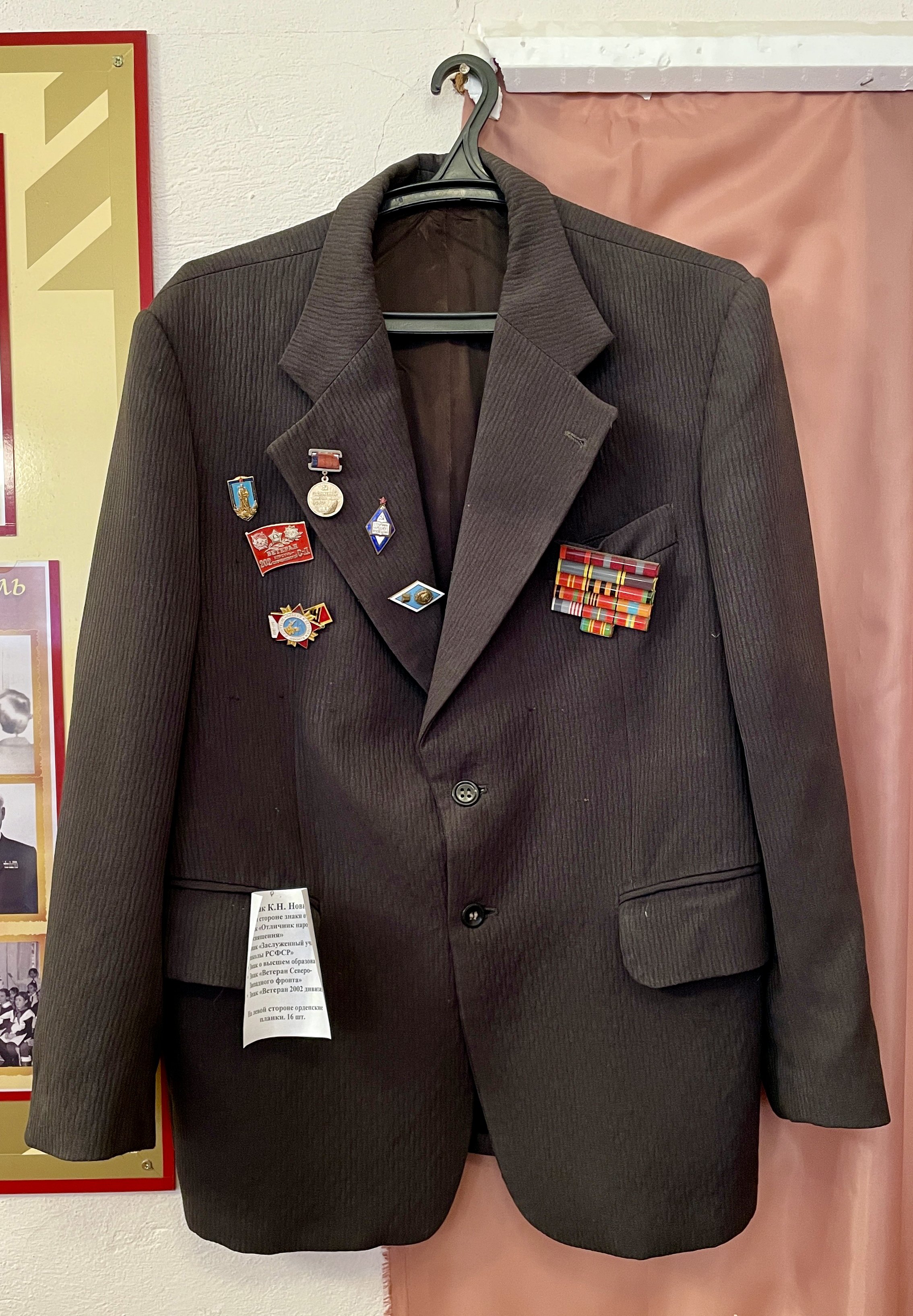
Китель с наградами
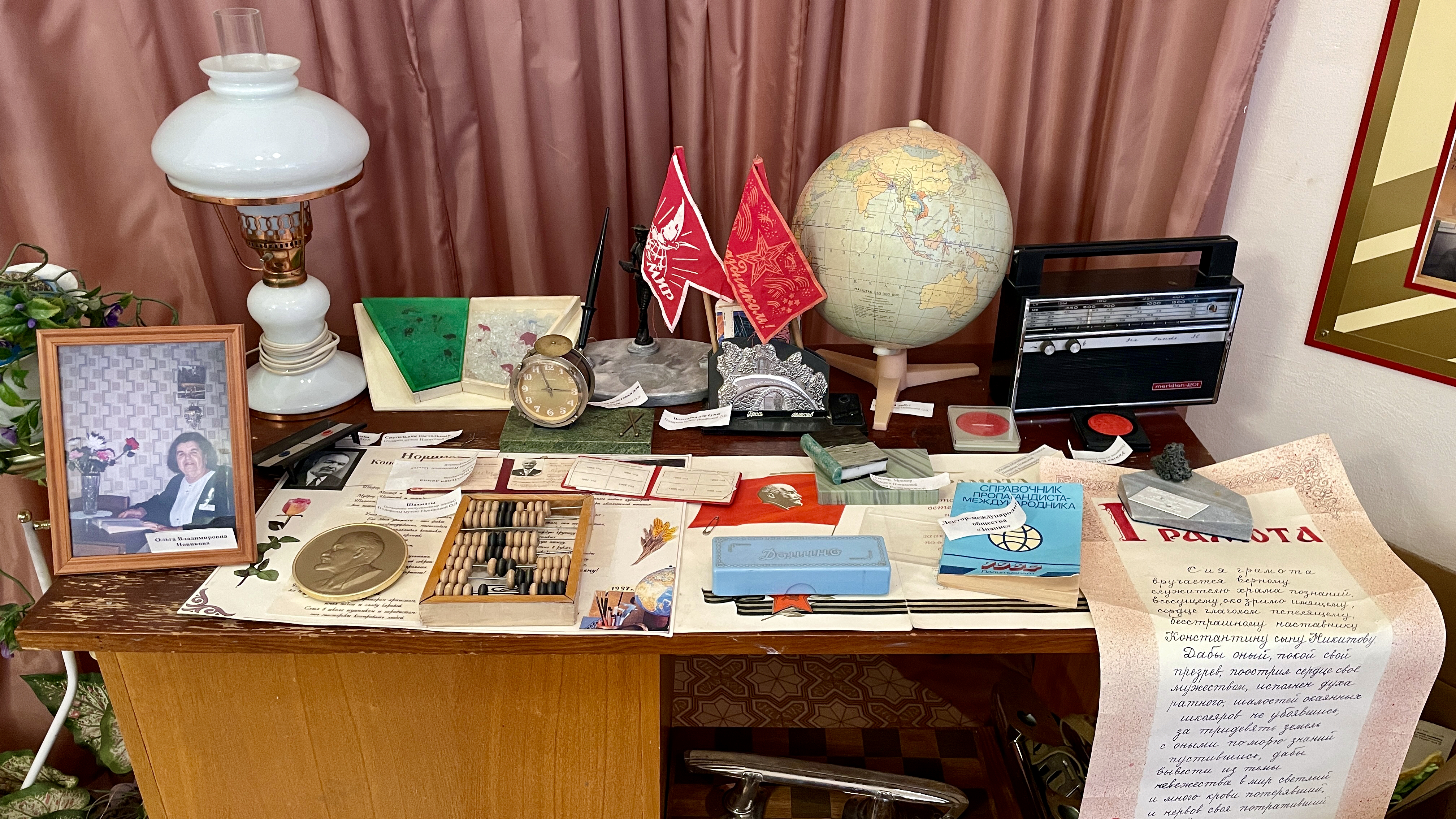
Рабочий стол
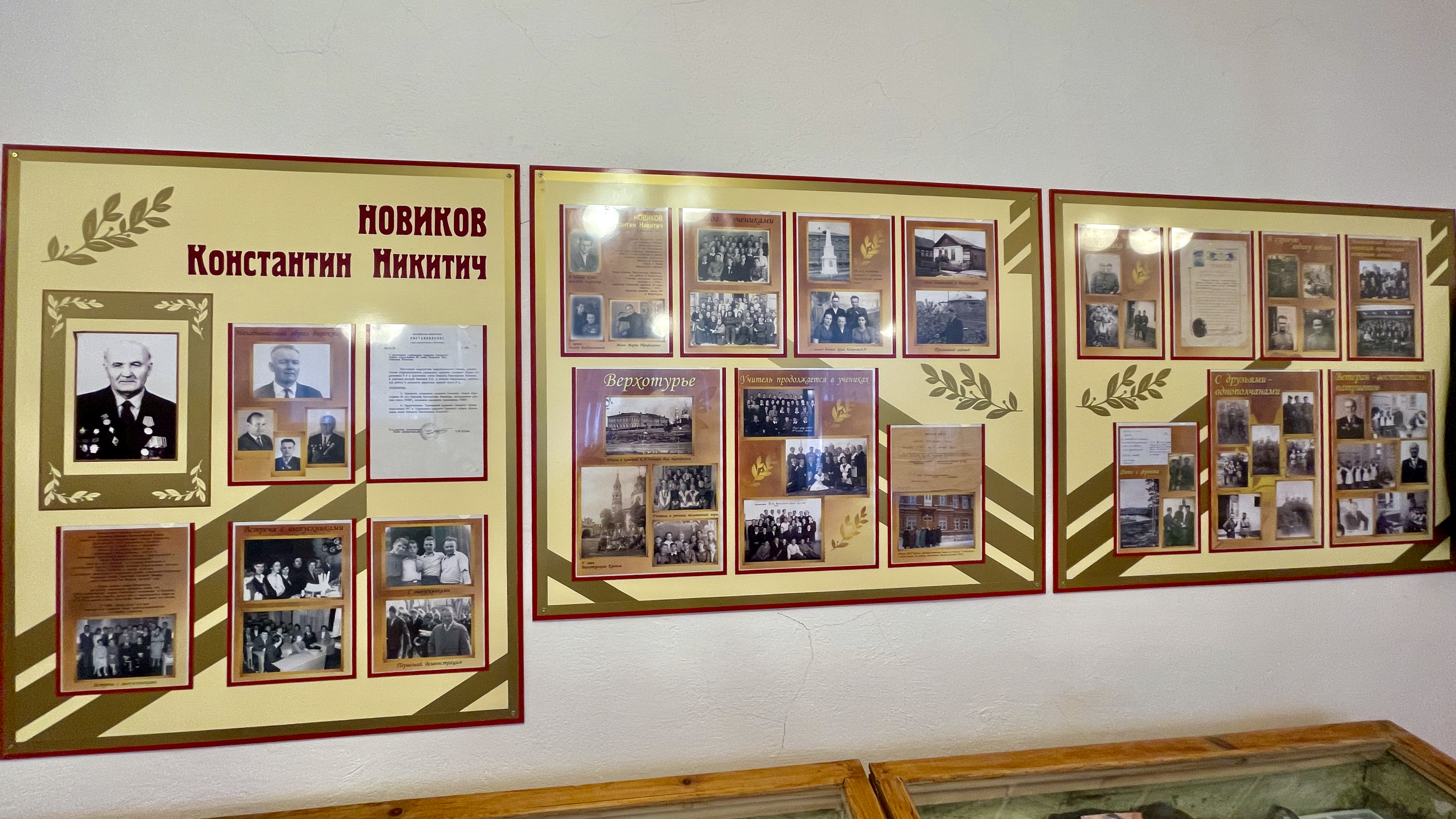
Памятные документы